# Hemitedania
Hemitedania is een geslacht van sponsdieren uit de klasse van de Demospongiae (gewone sponzen).

## Soorten
- Hemitedania anonyma (Carter, 1886)
- Hemitedania ramosa (Whitelegge, 1906)